# مرقد يحيى (مشهد)
مرقد يحيى (بالفارسية: امامزاده یحیی) هو مرقد شيعي تاريخي يعود إلى السلالة الصفوية، ويقع في مقاطعة مشهد.